# Югорно
Юго́рно (луговомар. Югорно; от юмо — «Бог» и корно — «путь»; Песнь о вещем пути) — марийский эпос, написанный А. Я. Спиридоновым в конце 1990-х годов.
Издан отдельной книгой в 2002 году. За создание эпоса автору присвоено звание лауреата Государственной премии Республики Марий Эл в области литературы имени С. Г. Чавайна.

## Описание
Это большая эпическая поэма, основанная на мифах, легендах, сказаниях и песнях марийцев, по своей сути — марийский национальный эпос, поэтическая энциклопедия духовной жизни и мифологического мышления марийского народа. Поэма написана на русском языке, на марийский язык переведена А. Мокеевым.
Поэма состоит из 8 тысяч стихотворных строк, 23 песен, вступления, заключения, комментариев автора.

## В искусстве

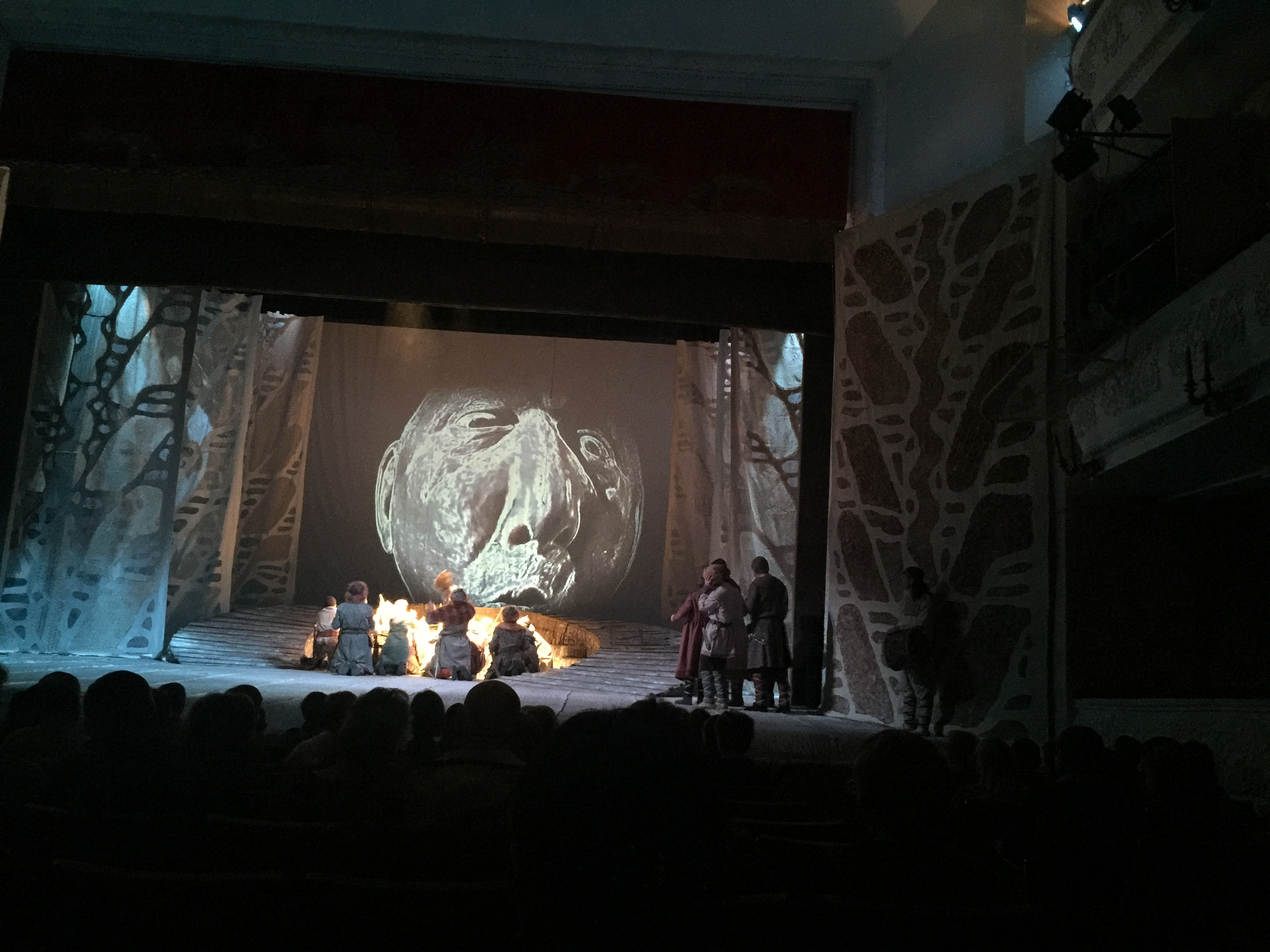
«Югорно» на сцене Марийского национального театра драмы 16 марта 2019 года

18 января 2019 года в Йошкар-Оле на сцене Марийского национального театра драмы имени М. Шкетана состоялась премьера спектакля «Югорно» (режиссёр-постановщик и инсценировщик В. А. Пектеев).